# Linia kolejowa Żnin Wąskotorowy – Żużoły
Linia kolejowa Żnin Wąskotorowy – Żużoły - rozebrana wąskotorowa linia kolejowa o rozstawie szyn 600 mm, w województwie kujawsko-pomorskim.